# Pieter Cornelius de Bevere
Pour les articles homonymes, voir Bevere (homonymie).
Pieter Cornelius de Bevere, né à Colombo le 20 septembre 1722 et mort vers 1781, est un dessinateur animalier néerlandais. Il est connu pour ses illustrations d'oiseaux du Sri Lanka et d'Indonésie de la collection Joan Gideon Loten.

## Biographie
Fils de Willem Hendrik de Bevere qui commanda de 1708 à 1714 les troupes hollandaises à Ceylan, il entre dans la Compagnie néerlandaise des Indes orientales en 1743 comme assistant arpenteur et devient arpenteur en 1754.
Comme dessinateur, il fournit ses travaux à diverses naturalistes, outre Loten, tels Thomas Pennant, Peter Brown, Sydney Parkinson, George Edwards, Peter Mazell ou Johann Reinhold Forster.